# 蓮成坊

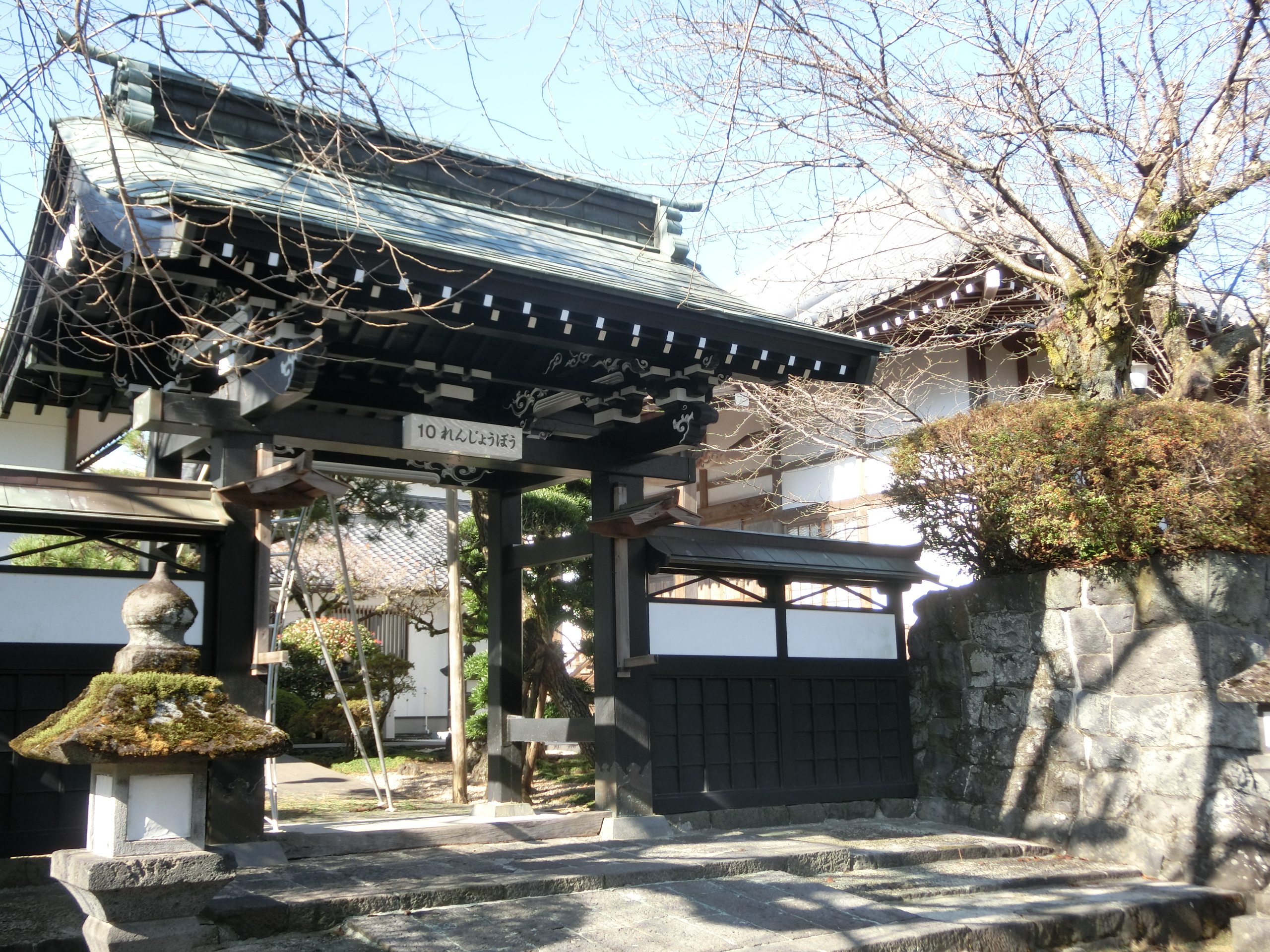
蓮成坊

蓮成坊（れんじょうぼう）は、日蓮正宗総本山大石寺の塔中坊の一つ。

## 歴史
- 1299年（正安元年） - 第2祖日興の弟子である越後房日弁を開基として建立される。
- 1764年（宝暦14年） - 31世日因が現在の本堂安置の板本尊を書写。
- 1908年（明治41年）10月30日 - 後の第63世法主日満が住職となる。
- 1956年（昭和31年）4月11日 - 改築される。
- 2008年（平成20年）8月25日 - 立正安国論正義顕揚750年記念局総本山総合整備事業の一環として改築される。